# Revolução Comercial
A Revolução Comercial consistiu na criação de uma economia europeia baseada no comércio, que começou no século XI e durou até ser sucedida pela Revolução Industrial em meados do XVIII. Começando com as Cruzadas, os europeus redescobriram especiarias, sedas e outras mercadorias raras na Europa. Esse desenvolvimento criou um novo desejo de comércio, e o comércio se expandiu na segunda metade da Idade Média (aproximadamente 1000 a 1500). Estados europeus recém-formados, através de viagens de descoberta, procuravam rotas comerciais alternativas nos séculos XV e XVI, o que permitia às potências europeias construir vastas e novas redes de comércio internacional. As nações também buscaram novas fontes de riqueza e praticaram o mercantilismo e o colonialismo. A Revolução Comercial é marcada pelo aumento do comércio em geral e pelo crescimento dos serviços financeiros, como bancos, seguros e investimentos.

## Origens
O termo foi usado por Karl Polanyi em seu A Grande Transformação: "Politicamente, o Estado centralizado foi uma nova criação provocada pela Revolução Comercial (...)". Mais tarde, o historiador econômico Roberto Sabatino Lopez usou-o para desviar o foco da Revolução Industrial Inglesa. Em seu livro mais conhecido, The Commercial Revolution of the Middle Ages (1971, com inúmeras reimpressões), Lopez argumentou que a principal contribuição do período medieval à história europeia foi a criação de uma economia comercial entre os séculos XI e XIV centrada inicialmente no Mediterrâneo oriental ítalo-bizantino, mas eventualmente se estendendo às cidades-estado italianas e ao resto da Europa. Esse tipo de economia durou aproximadamente do século XIV ao XVIII. Walt Whitman Rostow colocou o início "arbitrariamente" em 1488, ano em que o primeiro europeu navegou ao redor do Cabo da Boa Esperança. A maioria dos historiadores, incluindo estudiosos como Robert Sabatino Lopez, Angeliki Laiou, Irving W. Raymond e Peter Spufford indicam que houve uma revolução comercial dos séculos XI a XIII, ou que começou neste ponto, e não mais tarde.